# Drop Jump
Der Drop Jump ist eine in der Sportwissenschaft zur Sprungdiagnostik eingesetzte Sprungform zum Testen der Kraftfähigkeit inklusive der reaktiven Kraftfähigkeit der Sprungmuskulatur. 
Normalerweise wird der Sprung dabei aus einer definierten, geringen Fallhöhe (ca. 30 cm) heraus ausgeführt, die Arme sind an die Hüften angelegt und haben keinen aktiven Anteil an der Bewegung. Der Springende trifft dann auf den Boden auf und versucht möglichst hoch zu springen.
Als Leistungsindex wird bei diesem Sprung mindestens die Flughöhe oder -dauer, die Kontaktzeit auf dem Boden und das Verhältnis von Flughöhe / -dauer und Kontaktdauer gemessen, meist mit Hilfe von Kraftmessplatten.